# 武汉文理学院
武汉文理学院是中华人民共和国湖北省武汉市的一所民办普通高等学校，创建于2002年，现有三个校区，占地面积1000余亩，主校区沌口校区位于湖北省武汉市武汉经济技术开发区三角湖畔，另在武汉市黄陂区和黄石市大冶分别设有校区。

## 校史
2002年9月，江汉大学融智工商学院成立。
2003年11月，更名为江汉大学文理学院。
2005年2月，在江汉大学北地块建成新校区。
2012年5月，通过学士学位授予权评估。
2015年10月28日，总投资8亿元的江汉大学文理学院武湖新校区迁建项目举行奠基仪式。
2020年4月9日，经中华人民共和国教育部批准，江汉大学文理学院脱离江汉大学管理，并转设为民办本科院校武汉文理学院，由湖北三才教育投资有限公司全资持有。核定在校生发展规模为1万人。

## 学校概况
学院设有34个本科专业、17个专科专业，覆盖文、理、工、农、教、经、管、法、艺九大学科门类，现有各类在校生9千余人。学院开设有校际交流班，与国外大学合作培养人才。学院面向全国招生。学生毕业后颁发由国家统一印制署名江汉大学文理学院的毕业证书，符合学士学位授予条件者，授予国家认可的学士学位证书。学院现有教师530人，其中，具有高级职称以上教师186人。

## 院系设置
- 经济学院
- 管理学院
- 信息技术学院
- 机电与建筑工程学院
- 人文艺术学院
- 政法学院
- 医学与生物学院
- 外语学院
- 国际学院
- 继续教育学院
- 体育与基础课部

## 校训和校徽
江汉大学文理学院校训为“融文汇理、立德树人”。
校徽中A和S分别为Arts和Science的第一个字母，代表江汉大学文理学院的两个学科大类和“融文汇理，立德树人”的办学宗旨。两个字母组合成类似建筑的图案，象征江汉大学文理学院是知识的殿堂。
三角形象征江汉大学文理学院坐落在风景如画的汉阳三角湖之滨，院徽的外形正是三角湖的轮廓。三角形是几何图形中最稳定的图形，预示学院的稳步发展，三角型的三边也代表了独立学院赖以发展的三大资本——知识资本，人力资本和货币资本，同时也隐含着江汉大学文理学院 “规模、质量、特色”的发展方向，真正成为中国高等教育发展的第三条道路的愿望。老子说：“道生一，一生二，二生三，三生万物”，我们希望以学院办学之道带给社会无尽的价值。
红与黑，红色是太阳、烈焰的光芒和热量，代表一种激情和创新；黑色是对未知的探索、已知的积淀，代表一种理性和规范。红与黑的组合，表明江汉大学文理学院追求理性的激情、激情的理性及在规范中创新、在创新中规范的办学理念。

## 现任领导
董事长：游先胜
院长：崔东
党委书记：肖静